# Tasha Yar
Tasha Yar (egentligen Natasha Yar), en karaktär i Gene Roddenberrys fiktiva värld Star Trek, spelad av Denise Crosby. Karaktären återfinns främst i serien Star Trek: The Next Generations första säsong.
Yar föddes på en planet med stora interna stridigheter (se avsnittet Legacy).  Hon har en syster, Ishara. Deras föräldrar dog när systrarna var små. När våldet kom närmare tog Tasha värvning i Stjärnflottan, och blev så småningom antagen av Jean-Luc Picard att tjäna på U.S.S. Enterprise-D som säkerhetschef.
Hon kom efter hand närmare flera av de andra i besättningen, och särskilt androiden Data, som hon under en kort period hade ett förhållande med. 
Det var från början tänkt att Crosby skulle spela Deanna Troi och Marina Sirtis skulle spela rollen som Tasha Yar, men det beslöts att den lite mer mystiska rollen som Troi var bättre lämpad för Sirtis med sitt lätt exotiska utseende.
I slutet av första säsongen dödas Tasha Yar i tjänsten. Efter hennes död behåller Data ett hologram av henne. I senare säsonger återvänder Crosby i diverse roller.

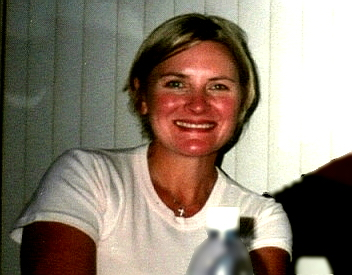
Denise Crosby gör reklam för Trekkers 2.